# Cristèle Alves Meira
Cristèle Alves Meira (Montreuil (Sena Saint-Denis), 18 de febrer de 1983) és una directora de cinema, director de teatre i guionista amb doble nacionalitat franco-portuguesa.

## Vida
Cristèle Alves Meira va néixer a la ciutat francesa de Montreuil a l'àrea gran de París, filla d'immigrants portuguesos del poble del nord de Portugal de Junqueira.
Després de formar-se en interpretació i teatre (es va graduar el 2005), es va dedicar a la direcció teatral. Va dirigir obres al Théâtre de l'Athénée-Louis Jouvet com Les nègres (2006) de Jean Genet o Venus de Suzan-Lori Parks (2010, amb Xavier Legrand). Des del 2008 també imparteix tallers escènics per a professors i estudiants francesos.
El 2010 va fer la seva primera pel·lícula, Som & Morabeza. El documental de 52 minuts va examinar el paper de la música per als emigrants dels països de parla portuguesa d'Àfrica. El seu següent documental va seguir el 2013, Born in Luanda, aquesta vegada centrat en la situació social dels joves angolesos.
Pel seu primer llargmetratge, el curtmetratge Sol Branco (2015), rodat a Portugal, va guanyar un primer premi del CNC. També va fer el seu següent curtmetratge, Campo de Víboras (2016), a Portugal, amb la reconeguda actriu Ana Padrão al paper principal. El curtmetratge es va projectar a diversos festivals de cinema i va ser nominat a diversos premis a França, entre d'altres. al 69è Festival Internacional de Cinema de Canes i al Festival Internacional de Curtmetratges de Bordeus (Fifib), i a Portugal, entre d'altres. per a l'Prémios Sophia i els Premis CinEuphoria (tots dos 2017). A Portugal també va guanyar diversos premis cinematogràfics amb la pel·lícula, com ara el Caminhos do Cinema Português i l'IndieLisboa, tots dos el 2016.
També va rebre diversos premis pel seu següent curtmetratge, el llargmetratge Invisível Herói (2019), produït per la portuguesa Midas Filmes i sobre un portuguès cec que buscava el seu amic de Cap Verd desaparegut al calorós estiu de Lisboa, inclòs al Festival Internacional de Cinema de Reykjavík (2019), el Festival de Cinema Austrohongarès del Danubi Blau (2020), el festival de curtmetratges de Leiden al Països Baixos (2020) i als Premis Portuguesos CinEuphoria (2021). La pel·lícula també va ser nominada al premi al millor curtmetratge als 33ns Premis del Cinema Europeu.
L'any 2022, es va estrenar el seu primer llargmetratge Alma Viva sobre una noia que torna amb els seus pares al seu poble natal portuguès per les seves vacances anuals d'estiu on ha mort la seva àvia. La pel·lícula es va projectar en diversos festivals internacionals de cinema i va ser nominada a diversos, com ara el 75è Festival Internacional de Cinema de Canes, el Festival Internacional de Cinema de Marràqueix (Marroc), la Mostra Internacional de Cinema de São Paulo (Brasil), i la Setmana Internacional de Cinema de Valladolid, on també va rebre un premi. Va ser considerada candidata portuguesa a l'Oscar a la millor pel·lícula de parla no anglesa el 2023.
El mateix any es va estrenar a França la seva següent pel·lícula, el curtmetratge Tchau Tchau. Aquí hi ha la Lua, de 8 anys, que no pot anar al Brasil per al funeral de la seva àvia a causa de la pandèmia de COVID-19. La idea va sorgir a la directora durant el confinament quan es va enfrontar a aquest problema entre persones de Portugal i França del seu cercle familiar.

## Filmografia
- 2010: Som & Morabeza (documental), director i guió
- 2013: Born in Luanda (documental), director i guió
- 2015: Sol Branco (curtmetratge), direcció i guió
- 2016: Campo de Víboras (curtmetratge), direcció i guió
- 2019: Invisível Herói (curtmetratge), direcció i guió
- 2022: Alma Viva, direcció i guió
- 2022: Tchau Tchau (curtmetratge), direcció i guió